# Playa Conchal
Playa Conchal är en strand i Costa Rica.   Den ligger i provinsen Guanacaste, i den västra delen av landet, 200 km väster om huvudstaden San José.